# Adú
Pour les articles homonymes, voir Adu.
Pour plus de détails, voir Fiche technique et Distribution.
Adú est un film dramatique espagnol sorti en 2020 réalisé par Salvador Calvo, écrit par Alejandro Hernández et mettant en scène Moustapha Oumarou , Luis Tosar et Álvaro Cervantes. La première sortie du film en Espagne a eu lieu le 31 janvier 2020.
Le film a remporté quatre Prix Goya, dont celui du meilleur réalisateur pour Calvo et celui du meilleur nouvel acteur pour Adam Nourou, pour un total de treize nominations, lors des Goyas 2021,.

## Synopsis
Le film présente trois histoires liées à l'immigration africaine en Europe. 
Un garçon de six ans et sa grande sœur tentent désespérément de fuir le Cameroun pour l'Europe, en attendant sur une piste d'atterrissage afin de s'introduire clandestinement dans la soute d'un avion. 
Non loin de là, un militant contre la chasse illégale découvre la terrible scène d'un éléphant mort, les défenses enlevées. En plus de lutter contre le braconnage, il doit faire face aux problèmes de sa fille, récemment arrivée dans le pays. 
À des milliers de kilomètres au nord, à Melilla, un groupe de gardes civils fait face à un assaut massif de la barrière frontalière de Melilla par des Africains désireux d'accéder à l'Espagne.

## Fiche technique
- Titre français : Adú
- Réalisation : Salvador Calvo
- Scénario : Alejandro Hernández
- Musique : Roque Baños
- Costumes : Patricia Monné
- Photographie : Sergi Vilanova Claudín
- Montage : Jaime Colis
- Pays d'origine :  Espagne
- Format : couleurs - 35 mm - 2,35:1 - Dolby Digital
- Genre : drame
- Durée : 119 minutes
- Dates de sortie :
  - Espagne : 31 janvier 2020 ; 22 janvier 2021 (resortie)
  - Monde (hors Espagne) : 30 juin 2020 (Netflix)

## Distribution
- Luis Tosar : Gonzalo
- Álvaro Cervantes : Mateo
- Anna Castillo : Sandra
- Moustapha Oumarou : Adú
- Miquel Fernández : Miguel
- Jesús Carroza : Javi
- Adam Nourou : Massar
- Zayiddiya Dissou : Alika
- Ana Wagener : Paloma
- Nora Navas : Carmen
- Issaka Sawadogo : Kebila
- Bella Agossou : Safí
- Josean Bengoetxea comme commandant de la garde civile
- Eliane Chagas comme Leke
- Koffi Gahou comme Neko

## Distinctions
| Distinction | Catégorie                           | Nomination                                                                 | Résultat   |
| ----------- | ----------------------------------- | -------------------------------------------------------------------------- | ---------- |
| Goyas 2021  | Meilleur film                       | Meilleur film                                                              | Nomination |
| Goyas 2021  | Meilleur réalisateur                | Salvador Calvo                                                             | Lauréat    |
| Goyas 2021  | Meilleur scénario original          | Alejandro Hernández                                                        | Nomination |
| Goyas 2021  | Meilleur acteur dans un second rôle | Álvaro Cervantes                                                           | Nomination |
| Goyas 2021  | Meilleur espoir masculin            | Adam Nourou                                                                | Lauréat    |
| Goyas 2021  | Meilleure photographie              | Sergi Vilanova                                                             | Nomination |
| Goyas 2021  | Meilleur montage                    | Jaime Colis                                                                | Nomination |
| Goyas 2021  | Meilleure direction artistique      | César Macarrón                                                             | Nomination |
| Goyas 2021  | Meilleure direction de production   | Ana Parra and Luis Fernández Lago                                          | Lauréat    |
| Goyas 2021  | Meilleur son                        | Eduardo Esquide, Jamaica Ruíz García, Juan Ferro and Nicolas de Poulpiquet | Lauréat    |
| Goyas 2021  | Meilleurs maquillages et coiffures  | Elena Cuevas, Mara Collazo and Sergio López                                | Nomination |
| Goyas 2021  | Meilleur musique originale          | Roque Baños                                                                | Nomination |
| Goyas 2021  | Meilleure chanson originale         | "Sababoo" by Cherif Badua and Roque Baños                                  | Nomination |
| Feroz 2021  | Meilleure musique originale         | Roque Baños                                                                | Nomination |

### Récompenses
- Goyas 2021 : meilleur réalisateur, meilleur espoir masculin pour Adam Nourou, meilleure direction de production, meilleur son[6]

### Nominations
- Goyas 2021 : meilleur film, meilleur acteur dans un second rôle, meilleur scénario original, meilleur montage, meilleure chanson originale, meilleure musique originale, meilleure photographie, meilleure direction artistique, meilleurs costumes, meilleurs maquillages et coiffures, et meilleurs effets visuels